# 郡司彰
郡司彰（1949年12月11日—）是日本政治家，无党籍人士。1949年12月11日出生于茨城县水户市。2016年8月1日起任日本参议院副议长。

## 荣誉

### 日本勋章奖章
- 旭日大绶章（2022年11月3日公布[1]）